# Gregor Fučka
Gregor Fučka (* 7. August 1971 in Kranj, SFR Jugoslawien) ist ein ehemaliger italienischer Basketballspieler slowenischer Herkunft. Er spielte meistens auf der Position des Power Forwards, wurde aber aufgrund seiner Körpergröße von 2,15 m auch als Center eingesetzt. Besonders Ende der 1990er-Jahre machte ihn seine im Verhältnis zur Größe ungewöhnliche Beweglichkeit zu einem der dominierenden Spieler im europäischen Basketball.

## Karriere

### Verein
Fučka wuchs im heute slowenischen Teil Jugoslawiens auf, wo er bei Olimpija Ljubljana erstmals professionell Basketball spielte. Anschließend jedoch floh er mit seiner Familie vor dem herannahenden Krieg nach Italien. Aufgrund italienischer Vorfahren konnte er schnell die italienische Staatsbürgerschaft annehmen. Sein erster Verein dort war Stefanel Trieste, wo er an der Seite der italienischen Basketball-Legende Dino Meneghin sowie des jungen Dejan Bodiroga spielte. 1994 wechselte er zusammen mit Bodiroga zum Spitzenverein Stefanel Milano, wo er 1996 die Meisterschaft und den Pokalsieg feierte.
1997 folgte der Wechsel zu Teamsystem Bologna. Dort spielte Fučka unter anderem mit seinem Nationalmannschaftskollegen Carlton Myers (bis 2001) sowie im ersten Jahr mit dem ehemaligen NBA-Star Dominique Wilkins zusammen. Erneut konnte er Pokalsieg (1998) und Meisterschaft (2000) feiern.
2002 wechselte Fučka nach Spanien zum FC Barcelona, wo er erneut mit Dejan Bodiroga zusammenspielte. Seine erste Saison dort wurde die erfolgreichste seiner Karriere auf Vereinsebene, denn er gewann das Triple mit der spanischen Meisterschaft, dem Pokal und dem höchsten europäischen Vereinswettbewerb Euroleague. In der Folgesaison konnte Fučka mit Barcelona den Meistertitel verteidigen. Nach einem weiteren Jahr wechselte Fučka zu CB Girona, wo er wie in Barcelona wieder unter Trainer Svetislav Pešić spielte und noch den FIBA EuroCup gewinnen konnte.
Zur Saison 2007/08 folgte dann die Rückkehr nach Italien zu Lottomatica Roma, wo Dejan Bodiroga General Manager geworden war. Während es in Rom zu einer weiteren Vizemeisterschaft hinter Serienmeister Montepaschi Siena reichte, stieg er mit Fortitudo aus Bologna, für die er schon zwischen 1997 und 2002 gespielt hatte, in der folgenden Spielzeit 2008/09 aus der ersten Liga ab. Während der Traditionsverein Fortitudo einen Neuanfang in der dritten Liga machte, wechselte Fučka 2009 in die zweite italienische Liga LegADue nach Pistoia, wo er noch zwei weitere Spielzeiten vor seinem Karriereende absolvierte.

### Nationalmannschaft
Nachdem Fučka mit der italienischen Basketballnationalmannschaft bei den Goodwill Games 1994 die Silbermedaille gewonnen hatte, folgte 1995 seine erste Europameisterschaft, die Italien auf dem 6. Platz beendete. Erfolgreicher verlief die Europameisterschaft 1997, bei der sich Italien erst im Finale geschlagen geben musste. 1998 nahm Fučka an seiner einzigen Weltmeisterschaft teil und belegte mit Italien als Topscorer der Mannschaft den 6. Platz.
Sein größter Triumph folgte mit dem Gewinn der Europameisterschaft 1999, bei der Fučka zudem als wertvollster Spieler ausgezeichnet wurde. Wie schon bei den beiden Europameisterschaften zuvor war er zweitbester Scorer (gleichauf mit Andrea Meneghin) seiner Mannschaft gewesen, zudem hatte er die meisten Rebounds für die Italiener gesammelt. Nach dem 5. Platz bei seiner einzigen Teilnahme an Olympischen Spielen 2000 und dem enttäuschenden 11. Platz bei der Europameisterschaft 2001 beendete Fučka seine Nationalmannschaftskarriere. Insgesamt erzielte er in 164 Länderspielen 1867 Punkte für Italien.

## Erfolge

### Auf Vereinsebene
- 2 italienische Meisterschaften: 1996, 2000
- 2 spanische Meisterschaften: 2003, 2004
- 2 italienische Pokale: 1996, 1998
- 1 spanischer Pokal:  2003
- 1 Euroleague-Gewinn: 2003
- 1 FIBA EuroCup: 2007

### Auf Nationalmannschaftsebene
- Europameisterschaften: Gold 1999, Silber 1997

### Individuelle Auszeichnungen
- Europas Basketballer des Jahres 2000
- Wertvollster Spieler der Europameisterschaft 1999
- Wahl in das All-Tournament First Team der Weltmeisterschaft 1998 sowie der Europameisterschaft 1997